# Mario Bini
Mario Bini (Viareggio, 15 ottobre 1918 – Roma, 29 ottobre 2012) è stato un ammiraglio italiano, capo di stato maggiore della Marina Militare tra il febbraio 1980 e l'ottobre 1981.

## Biografia
Nato a Viareggio (LU) il 15 ottobre 1918, conseguita nel gennaio 1940 la nomina al grado di guardiamarina, nel corso della seconda guerra mondiale ha prestato servizio sull'incrociatore Zara e sul cacciatorpediniere Granatiere, per poi essere successivamente destinato con vari incarichi presso l'Accademia navale e presso l'Istituto Idrografico della Marina.
Negli anni successivi al conflitto e nel corso degli anni cinquanta, con il grado di tenente di vascello è stato al comando dei dragamine Oleandro, Verbena e Mughetto, e con il grado di capitano di corvetta e di capitano di fregata è stato al comando degli avviso scorta Andromeda e Altair e della 4ª Squadriglia corvette.
Dal luglio 1961 al luglio 1963 è stato Capo Ufficio Operazioni del Comando del Mediterraneo Centrale NATO.
Con il grado di capitano di vascello è stato al comando dell'incrociatore lanciamissili Caio Duilio e successivamente Capo Ufficio Operazioni dello Stato Maggiore Difesa.
Conseguita la promozione a contrammiraglio, tra il 1969 e il 1972 è stato Consigliere Militare presso la Rappresentanza Italiana al Consiglio Atlantico di Bruxelles; successivamente, conseguita la promozione al grado di ammiraglio di divisione è stato al comando della IV Divisione navale e del "Centro addestramento aeronavale della Marina Militare" di Taranto.
Tra il 1966 e il 1969 ha diretto l'allestimento dell'incrociatore lanciamissili Vittorio Veneto, di cui è stato, con il grado di capitano di vascello, il primo comandante, mantenendone il comando fino al 1970 al termine della crociera addestrativa tenutasi fra il 25 aprile e il 23 agosto 1970 in nord Atlantico, toccando diversi porti americani ed europei ed effettuata dopo un anno dall'entrata in servizio e di messa a punto. Successivamente ha ricoperto fino al 1972 l'incarico di Capo Ufficio Operazioni del 30º Reparto dello Stato Maggiore Marina.
Promosso contrammiraglio nel dicembre 1972, venne assegnato allo Stato Maggiore Difesa quale Capo Ufficio del Capo di Stato Maggiore. Tra aprile 1975 e settembre 1976 ha ricoperto la carica di Capo di Stato Maggiore del Comando in Capo della Squadra Navale e del Mediterraneo Centrale; l'anno seguente, con il grado di ammiraglio di divisione ha comandato la I Divisione navale e dal novembre 1977 al dicembre 1978 ha ricoperto la carica di Ispettore per l'allestimento delle unità di nuova costruzione presso lo Stato Maggiore della Marina.
Promosso ammiraglio di squadra, dal giugno 1975 al dicembre 1978 ha ricoperto l'incarico di Comandante in Capo del Dipartimento Militare Marittimo dello Jonio e del Canale d'Otranto, per poi assumere nel gennaio 1979 il comando del Dipartimento militare marittimo del "Basso Tirreno" e delle Forze Navale Alleate del Sud Europa e l'incarico di Presidente della Sezione Marina del Consiglio Superiore delle Forze Armate.
Il 1º febbraio 1980 è stato nominato Capo di stato maggiore della Marina Militare in sostituzione dell'ammiraglio Giovanni Torrisi, nominato a sua volta Capo di stato maggiore della difesa, ricoprendo tale carica fino al 15 ottobre 1981, avvicendato nella carica dall'ammiraglio di squadra Angelo Monassi.
L'ammiraglio Mario Bini è scomparso a Roma il 29 ottobre 2012.

## Onorificenze
L'ammiraglio Bini è insignito dell'onorificenza di Grande ufficiale dell'Ordine al merito della Repubblica italiana.